# Johan Westman
Johan Westman var programchef på SBS Broadcasting Group för Kanal 5 och Kanal 9 mellan oktober 2001 och september 2007.
Innan han kom till Kanal 5 var Westman producent och Sverigeansvarig vid produktionsbolaget MTV Produktion. I oktober 2001 anställdes han av Kanal 5 som kanalens programchef, en tjänst som stått vakant sedan Anders Knave lämnat tidigare samma år. Under Westmans tid på Kanal 5 växte kanalen till en av de större kommersiella kanalerna i Sverige. Han var även lokalproduktionschef. 
Efter tiden på Kanal 5 och 9 var han nordisk utvecklingschef på Metronome mellan den 1 september 2008 och den 31 december 2009. Två år senare blev han vd för Acne Film & TV. 2013 började han som vd på Monkberry där han kommer jobba till december 2017, den sista tiden dock inte som vd.